# Andinobates tolimensis
Andinobates tolimensis é uma espécie de anfíbio anuro da família Dendrobatidae. Está presente na Colômbia. Não foi ainda avaliada pela UICN.